# Mineral Wells
Mineral Wells è una città degli Stati Uniti d'America, situata nello Stato del Texas, nella Contea di Palo Pinto e in parte nella Contea di Parker.